# نولویک
نولویک (به سوئدی: Nolvik) یک منطقهٔ مسکونی در سوئد است که در بخش یوتبری واقع شده‌است. نولویک ۰٫۸۸ کیلومتر مربع مساحت و ۱٬۰۲۵ نفر جمعیت دارد.